# Heinz Gründel
Heinz Gründel est un footballeur allemand né le 13 février 1957 à Berlin.

## Carrière
- 1976-1978 : Hertha BSC Berlin  Allemagne
- 1978-1982 : Waterschei THOR  Belgique
- 1982-1985 : Standard de Liège  Belgique 122m/20
- 1985-1988 : Hambourg SV  Allemagne
- 1988-1993 : Eintracht Francfort  Allemagne[1]

## Palmarès
- 4 sélections et 0 but en équipe d'Allemagne entre 1985 et 1986
- Champion de Belgique en 1983 avec le Standard de Liège
- Vainqueur de la Supercoupe de Belgique en 1983 avec le Standard de Liège
- Finaliste de la Coupe de Belgique en 1984 avec le Standard de Liège
- Vice-Champion d'Allemagne en 1987 avec Hambourg
- Vainqueur de la Coupe d'Allemagne en 1987 avec Hambourg